# Pseudophisma pritanis
Pseudophisma pritanis là một loài bướm đêm trong họ Noctuidae.